# گزینه سوکروفسکی
گِزینه سوکروفسکی (آلمانی: Gesine Cukrowski؛ زادهٔ ۲۳ اکتبر ۱۹۶۸) هنرپیشه اهل آلمان است.
از فیلم‌ها یا برنامه‌های تلویزیونی که وی در آن نقش داشته‌است می‌توان به نقطه ترس اشاره کرد.